# Theo Osterkamp
Theodor (Theo) Osterkamp (ur. 15 kwietnia 1892, zm. 2 stycznia 1975) – niemiecki lotnik wojskowy i sportowy, as myśliwski z czasów I wojny światowej i II wojny światowej. Podczas I wojny światowej odniósł 32 zwycięstwa, podczas II wojny: 2 potwierdzone. Był jednym z niewielu aktywnych pilotów myśliwskich obu wojen światowych.

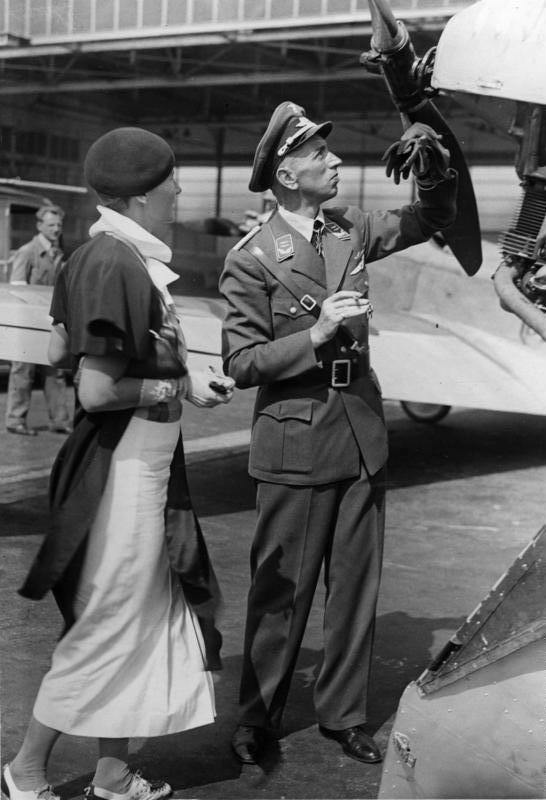
Theo Osterkamp, 1933

## Młodość i okres I wojny światowej
Theo Osterkamp urodził się w Düren w Nadrenii (inne publikacje: Aschersleben w Saksonii). Był synem fabrykanta. Uczęszczał do gimnazjum w Dessau (razem z m.in. Oswaldem Boelcke).
Po wybuchu I wojny światowej, 14 sierpnia 1914 wstąpił do niemieckiego lotnictwa morskiego (Marinefliegerkorps) i służył w Johannisthal, następnie w 2. Dywizjonie Lotnictwa Morskiego (2. Marine-Fliegerabteilung) we Flandrii. W latach 1915–1916 służył jako obserwator lotniczy. Jako pierwszy pilot odbył lot rozpoznawczy samolotem bazującym na lądzie nad Wielką Brytanią. W 1917 ukończył szkołę pilotów myśliwskich w Pucku i następnie służył w 1 Eskadrze Myśliwskiej Marynarki (Marine Feldjagdstaffel Nr. I). 15 października 1917 objął dowództwo 2 Eskadry Myśliwskiej Marynarki. Podczas wojny uzyskał 32 zwycięstwa powietrzne, pierwsze 30 kwietnia 1917. Do końca roku odniósł 6 zwycięstw, a dalsze 26 od marca do października 1918. Prawie połowa – 15 zwycięstw – została odniesiona nad myśliwcami Sopwith Camel. 2 września 1918 został odznaczony najwyższym niemieckim orderem bojowym: Pour le Mérite. Na liście niemieckich asów zajął 26 miejsce, na równi z Hermannem Frommherzem.

## Okres międzywojenny
Po I wojnie światowej Osterkamp między innymi zajmował się lotnictwem sportowym; uczestniczył w drugich, trzecich i czwartych międzynarodowych zawodach samolotów turystycznych Challenge 1930 (11. miejsce), Challenge 1932 (12. miejsce) i Challenge 1934 (5. miejsce).
W 1931 pracował jako kontroler w stacji lotnictwa morskiego Holtenau. Zajmował się następnie organizowaniem nowo powstającego niemieckiego lotnictwa wojskowego Luftwaffe. W latach 1933–1939 był komendantem szkoły pilotów myśliwskich Jagdfliegerschule 1. w Werneuchen koło Berlina.

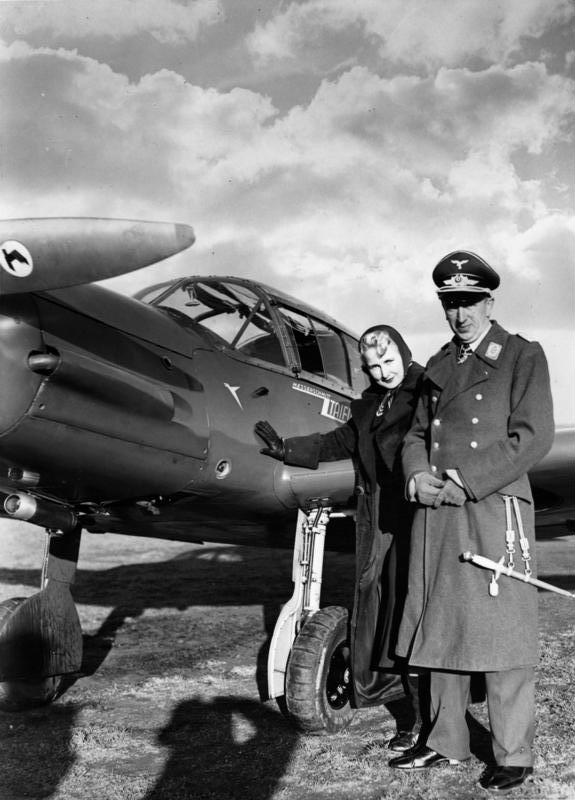
Theo Osterkamp przy samolocie Messerschmitt Bf 108, 1938 rok

## II wojna światowa
19 września 1939 w stopniu pułkownika (Oberst) Osterkamp został pierwszym dowódcą 51 Pułku Myśliwskiego (JG 51). Podczas bitwy o Francję w 1940 zaliczono mu 4 zwycięstwa powietrzne, z czego 1 jest potwierdzone (Fokker G.1 12 maja 1940). Wziął następnie udział w bitwie o Anglię, w której odniósł jedno potwierdzone zwycięstwo (Supermarine Spitfire 13 lipca 1940), zgłaszał ponadto jeszcze jedno. 23 lipca 1940 na stanowisku dowódcy JG 51 zastąpił go Werner Mölders. Za kampanię odznaczony został Krzyżem Rycerskim.
Osterkamp awansował następnie do stopnia generała majora i został dowódcą lotnictwa myśliwskiego 1. Floty Powietrznej (Jagdfliegerführer 1.), następnie od grudnia 1940 do 1 sierpnia 1941, 2 Floty Powietrznej. W kwietniu 1942 na krótko pełnił obowiązki dowódcy lotnictwa myśliwskiego w Afryce. 1 sierpnia 1942 przeniesiono go do Luftsgaustab z.b.V. Afrika. 5 kwietnia 1943 został dowódcą lotnictwa myśliwskiego na Sycylii (Jagdfliegerführer Sizilien), zastąpiony następnie 15 lipca przez Adolfa Gallanda. Służył na dalszych stanowiskach w sztabie lotnictwa, w 1944 jako inspektor organizacji naziemnej Luftwaffe. Po krytyce ze strony naczelnego dowództwa, został usunięty z tego stanowiska 21 grudnia 1944.
Zmarł w 1975 w Baden-Baden.

## Odznaczenia
- Pour le Mérite – 2 września 1918
- Krzyż Rycerski Krzyża Żelaznego – 22 sierpnia 1940
- Królewski Order Rodu Hohenzollernów
- Krzyż Żelazny (1914) I Klasy z okuciem ponownego nadania 1939
- Krzyż Żelazny (1914) II Klasy z okuciem ponownego nadania 1939

## Publikacje
- Du oder Ich - deutsche Jagdflieger in Höhen und Tiefen (1938) - wspomnienia z I wojny św.
- Durch Höhen und Tiefen jagt ein Herz (1952)
- Tragödie der Luftwaffe?: Kritische Begegnung mit dem gleichnamigen Wekr von Irving/Milch (1971, z Fritzem Bacherem)